# Högländsk targe

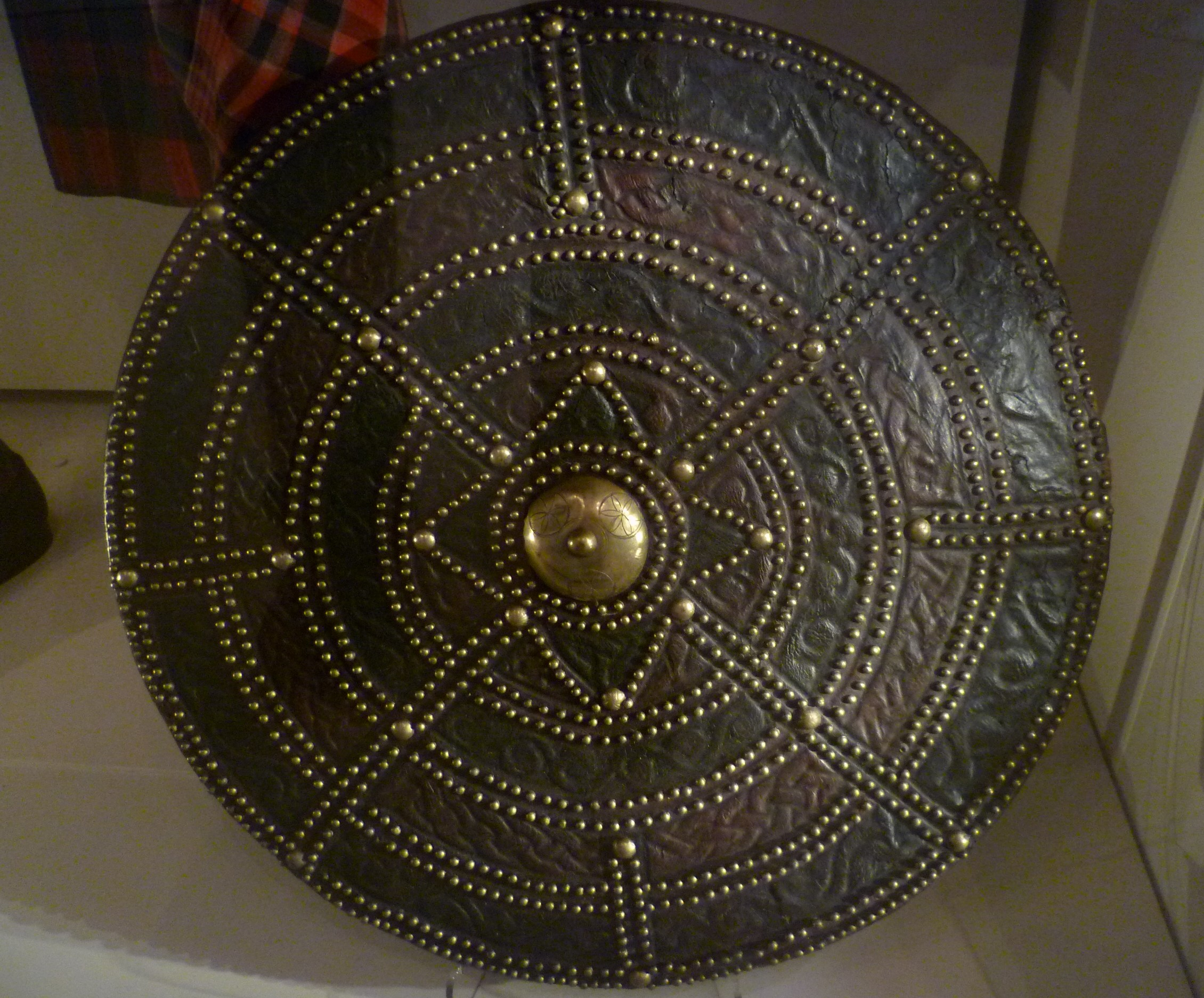
Högländsk targe vid Skottlands nationalmuseum.

Den högländska targen (svenskt uttal: /tars/, från fornfrankiska: targa, ”sköld”) är en tidigmodern rundsköld som användas av de skotska högländarna från det sena 1500-talet till slaget vid Culloden 1746 där de förlorade till Storbritannien. Efter slaget förbjöds skölden och den försvann till tiden.
Skölden var en armsköld som spändes fast på underarmen och fördes ofta tillsammans med ett skotskt bredsvärd (tveeggat enhandssvärd med bygelkorg). Skölden var ganska liten och tjock och kunde avleda musköteld om den vinklades ordentligt (see vinklat pansar), då mot förmodan att musköten träffar skölden.

## Bilder

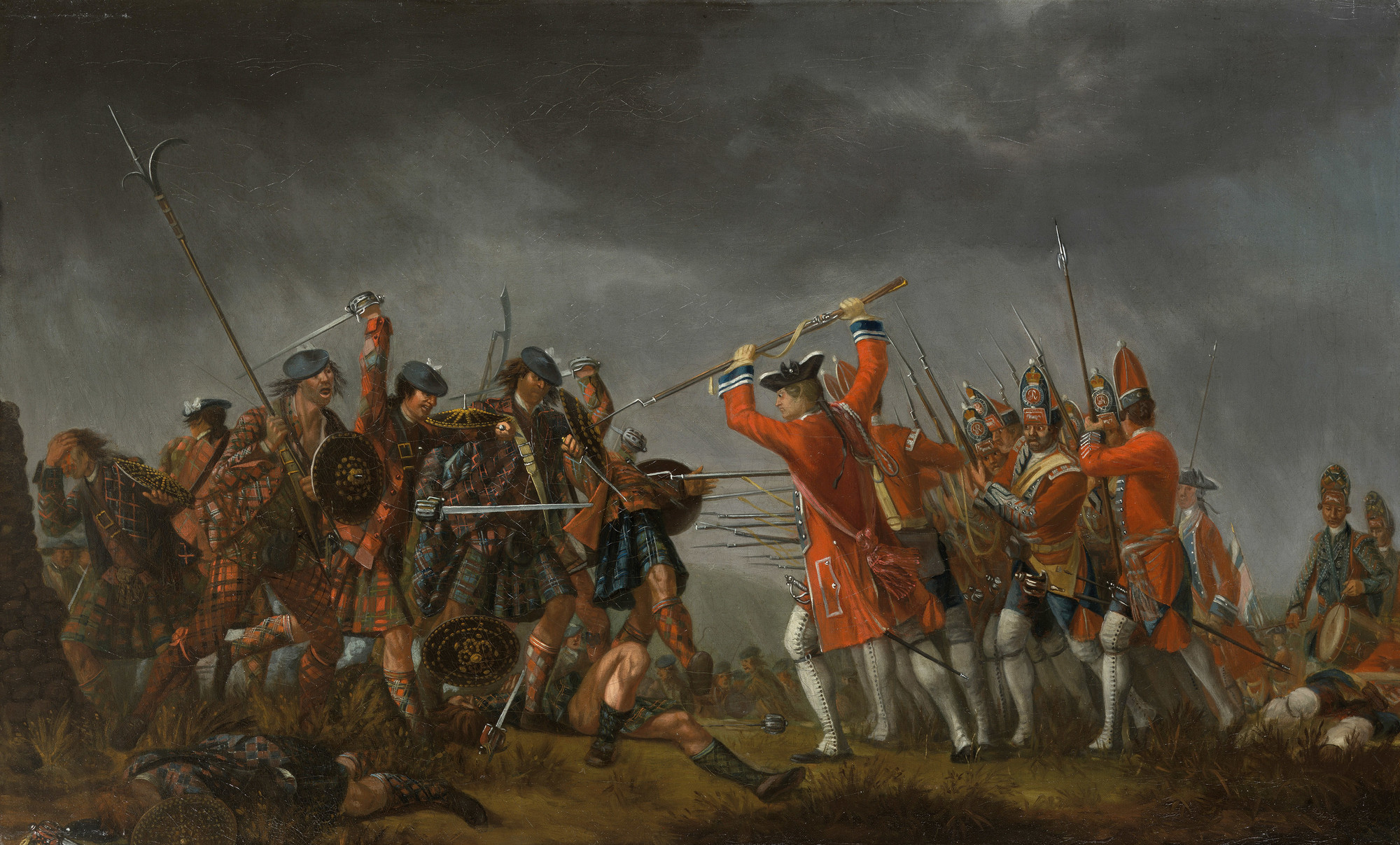
Målning över slaget vid Culloden 1746 som visar skotska högländare med targer.